# Keudell (Adelsgeschlecht)

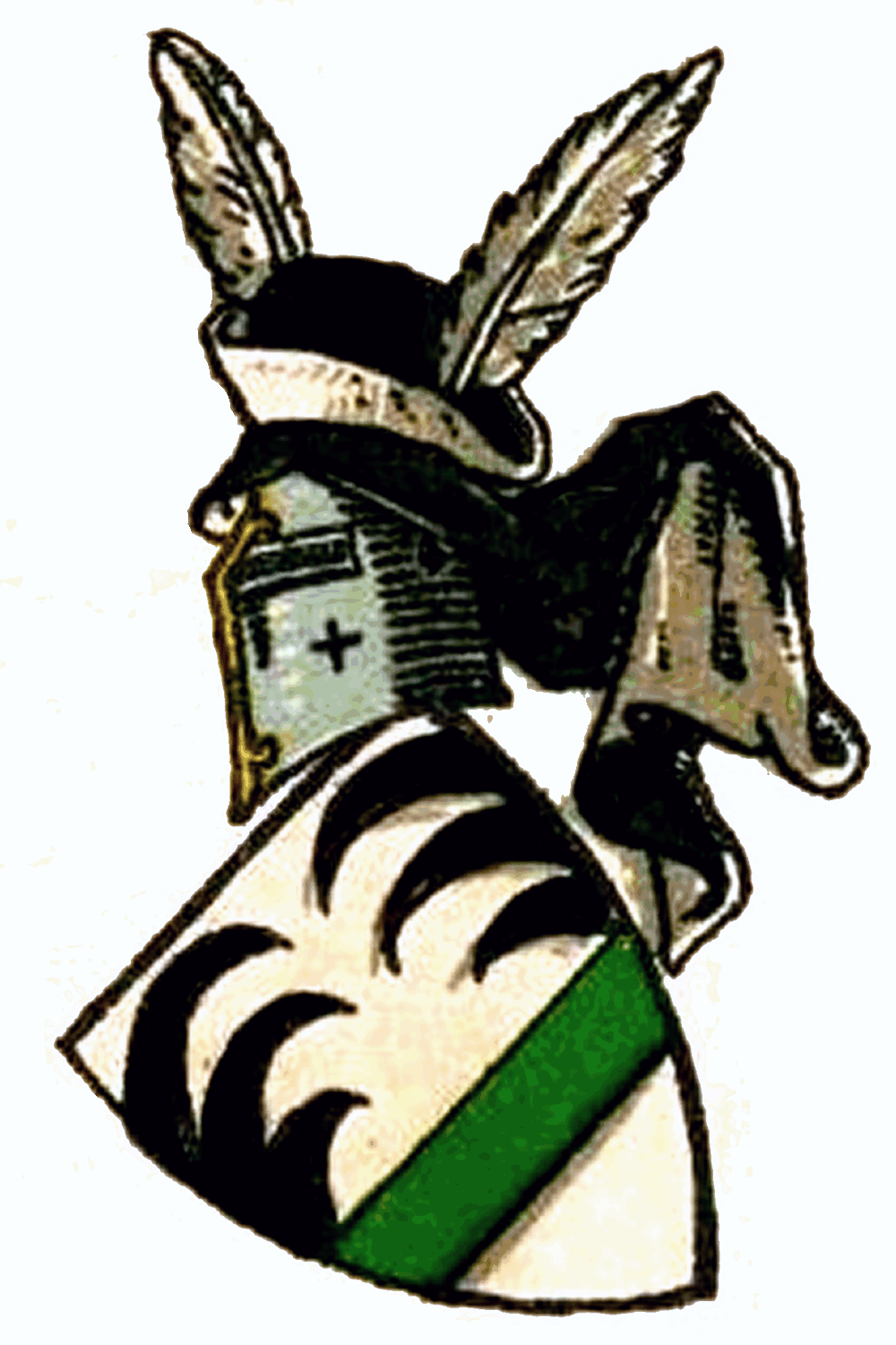
Wappen derer von Keudell

Keudell, auch Keudel, ist der Name eines alten hessischen Adelsgeschlechts. Die Familie gehört seit dem Stiftungsjahr 1532 zur Althessischen Ritterschaft.
Eine weitere Familie gleichen Namens erhielt am Ende des 18. Jahrhunderts eine preußische Adelsbestätigung. Sie leitet ihre Abstammung von dem hessischen Uradelsgeschlecht ab und führt auch dasselbe Wappen.

## Geschichte

### Herkunft
Erstmals urkundlich erwähnt wird die Familie im Jahre 1227 mit Albertus Kedel, miles (lat.  ‚Ritter‘) und 1271 mit Reinhold Koidel auf Kubstedt. Die Stammreihe des Geschlechts beginnt um 1350 mit Rudolf Keudell zu Schwebda.

### Ausbreitung und Persönlichkeiten
Der Stammvater Rudolf heiratete eine Tochter aus dem Adelsgeschlecht derer von Hanstein. Von zwei Söhnen aus dieser Ehe wurde Heinrich der Stammvater der älteren Linie zu Falken  (heute Ortsteil von Treffurt) unweit Mühlhausen und der jüngere Reinhard der Stammvater der Linie zu Schwebda in Nordhessen und zu Keudelstein (auch Keudellstein) im Eichsfeld. Er baut 1350 einen Herrensitz in Kubsdorf an Stelle der verlassenen Burg auf der Keudelskuppe, der aber 1550 bereits wüst war. Weiterhin war er Burgmann auf der Burg Stein. Falken war schon um 1400 in Familienbesitz und gelangte nach dem Erlöschen der Linie im Mannesstamm an die jüngere Linie. Hans von Keudell erhielt 1433 Keudelstein auf Fürsprache des hessischen Landgrafen Ludwig I. von Erzbischof Konrad III. zu Mainz zu Lehen. Asmus von Keudell wurde 1490 von Landgraf Wilhelm I. von Hessen mit Schwebda und einem Hof in Treffurt belehnt.

Robert von Keudell (1824–1903)

Walter von Keudell (1884–1973)

Hans von Keudell auf Schwebda war, als ein naher Verwandter der Eva von Trotten, 1541 einer der Mitunterzeichner der Klage an Kaiser Karl V. gegen Herzog Heinrich II. von Braunschweig. Um die gleiche Zeit war Reinhard von Keudell Vogt zu Wolfenbüttel im Herzogtum Braunschweig; er bürgte für seinen Landesherren mit 209 Gulden. Angehörige der Linie zu Schwebda waren Mitglieder der Reichsritterschaft im Ritterkanton Rhön-Werra des fränkischen Ritterkreises.
Von 1583 bis 1669 wurde das Gut Keudelstein etappenweise auf den Resten der Wüstung Kubsdorf durch Bernd Keudel und seine Nachfahren als Vorwerk erbaut. Es entwickelte sich zum Stammsitz der adligen Familie von Keudell. Der Baubeginn ist auf einer historischen Karte aus dem Jahr 1583 über die Festlegung der Grenze zwischen dem kurmainzischen Eichsfeld und der Landgrafschaft Hessen dargestellt. Im Kurmainzischen Amt Bischofstein besaßen sie die Gerichtsbarkeit über das Dorf Hildebrandshausen, den Keudelstein und die Wüstungen Götzenrode, Sindelbach und Wintersdorf.
Aus der keudelsteinschen Linie wurde 1736 Walrab von Keudell ältester Vorsteher der adeligen Stifte in Hessen. Mit dem Tod von Heinrich Walrab von Keudell, landgräflich-hessen-kasseler Generalmajor außer Dienst, erlosch diese Linie 1792. Er hatte unter anderem in den 1780er Jahren im Nordamerikanischen Freiheitskrieg mitgekämpft. Danach wurde wegen eines angeblich alten Lehensfehlers, aller Gegenvorstellungen der Familie ungeachtet, die Linie zu Schwebda von Kurmainz nicht mit Keudelstein belehnt. Stattdessen gelangte das alte Stammgut in den Besitz des kurmainzischen Generalfeldmarschalleutnants von Pfrimbdt. Auch später, als die kurmainzischen Besitzungen im Eichsfeld an das Königreich Preußen fielen, gelangte die Familie nicht wieder in den Besitz ihres Stammgutes, sondern es wurde dem Generalmajor von L’Estocq zugesprochen.
Nach Kneschke und Zedlitz-Neukirch ließ sich der aus der Linie zu Schwebda stammende Johann Caspar von Keudell (* 1678), zunächst herzoglich-braunschweiger Forstinspektor, 1728 in Ostpreußen nieder. Seine Tochter heiratete den preußischen Amtsrat August Lüdtkens in Rodersleben bei Halberstadt. 1728 wurde er von König Friedrich Wilhelm I. nach Litauen entsandt, um die Generalpacht des Krondomänengutes Grumkowkniten zu übernehmen. Von seinen Söhnen fiel Heinrich Ernst von Keudell als preußischer Major 1758 in der Schlacht bei Zorndorf. Der zweite Sohn, Heinrich Christian von Keudell, heiratete eine Schwester des späteren preußischen Oberpräsidenten von Domhardt, der wiederum Heinrich Christians Schwester zur Frau nahm. Er erhielt von seinem Schwager die Generalpacht des Domänengutes Georgenburg bei Insterburg. Da damals adelige Personen nicht Domänenpächter sein durften, verzichtete Heinrich Christian von Keudell auf sein Adelsprädikat. Seine beiden Söhne Johann Heinrich Leopold und Theodor Heinrich Friedrich, die Generalpächter der Domänengüter Grumkowkniten und Georgenburg, baten im Jahre 1788 König Friedrich Wilhelm II. von Preußen um die Erlaubnis, ihren alten Adel wieder annehmen zu dürfen, was 1789 gestattet wurde.
Ihre Söhne standen alle in preußischen Militärdiensten und dienten bei ostpreußischen Husaren- und Dragonerregimentern. Theodor von Keudell erwarb sich große Verdienste als Pferdezüchter und erhielt im Jahre 1788 von König Friedrich Wilhelm II. die Goldene Medaille für die Verbesserung der Pferdezucht. Als im Jahr 1795 mit der Dritten polnischen Teilung ein Teil des ehemaligen Königreiches Polen an Preußen kam, kaufte Theodor von Keudell vom Fürsten Czartoryski die in Neuostpreußen am Niemen gelegene Herrschaft Nieder-Gielgudischken, wodurch ein Teil der Familie von Keudell auch in Polen ansässig wurde. Theodor von Keudell war einer der ersten Landwirte, der den Kleeanbau in dieser Provinz einführte.
Aus der in Hessen blühenden Linie zu Schwebda und Falken stammte Friedrich Wilhelm von Keudell, der 1807 kurhessischer Landrat war. Sein Sohn Friedrich Caspar war bis 1815 kurhessischer Oberforstmeister und sein Enkel Rudolf von Keudell kurhessischer Kammerherr und späterer Herr des Lehensgutes Schwebda.

### Briefadelige Familie
Nach dem Genealogischen Handbuch des Adels führt diese Familie ihre Abstammung auf das hessische Uradelsgeschlecht zurück; dennoch sind sie anhand der ersten urkundlichen Nennung weit nach 1400 dem Briefadel zugehörig. Denn die Stammreihe beginnt im Harz mit Martin Kaydel, der um 1550 Ilsabe Plathner vom Hammerwerk Nöschenrode bei Wernigerode heiratete. Sein Sohn war Heinrich Keydel der Ältere zu Königshof und Kammschlacken, Hüttenherr auf Sieber. Mit Johann Caspar Keudell (auch Keidell, 1676–1734), herzoglich-braunschweiger Forstsekretär, kam das Geschlecht nach Ostpreußen. Die Verwandtschaft bestätigten zwei Mitglieder aus dem hessischen Uradelsgeschlecht am 28. August und 29. August 1784. Eine preußische Adelsbestätigung und Erneuerung erfolgte am 16. Juni 1789 zu Berlin für die Brüder Leopold, Pächter der Domäne Grumbkowkaiten, preußischer Amtsrat, und Theodor Keudell auf Nieder-Gielgudyszki in Ostpreußen, preußischer Amtsrat in Georgenburg bei Insterburg. Das dabei verliehene Wappen ist identisch mit dem des hessischen Uradelsgeschlecht von Keudell.

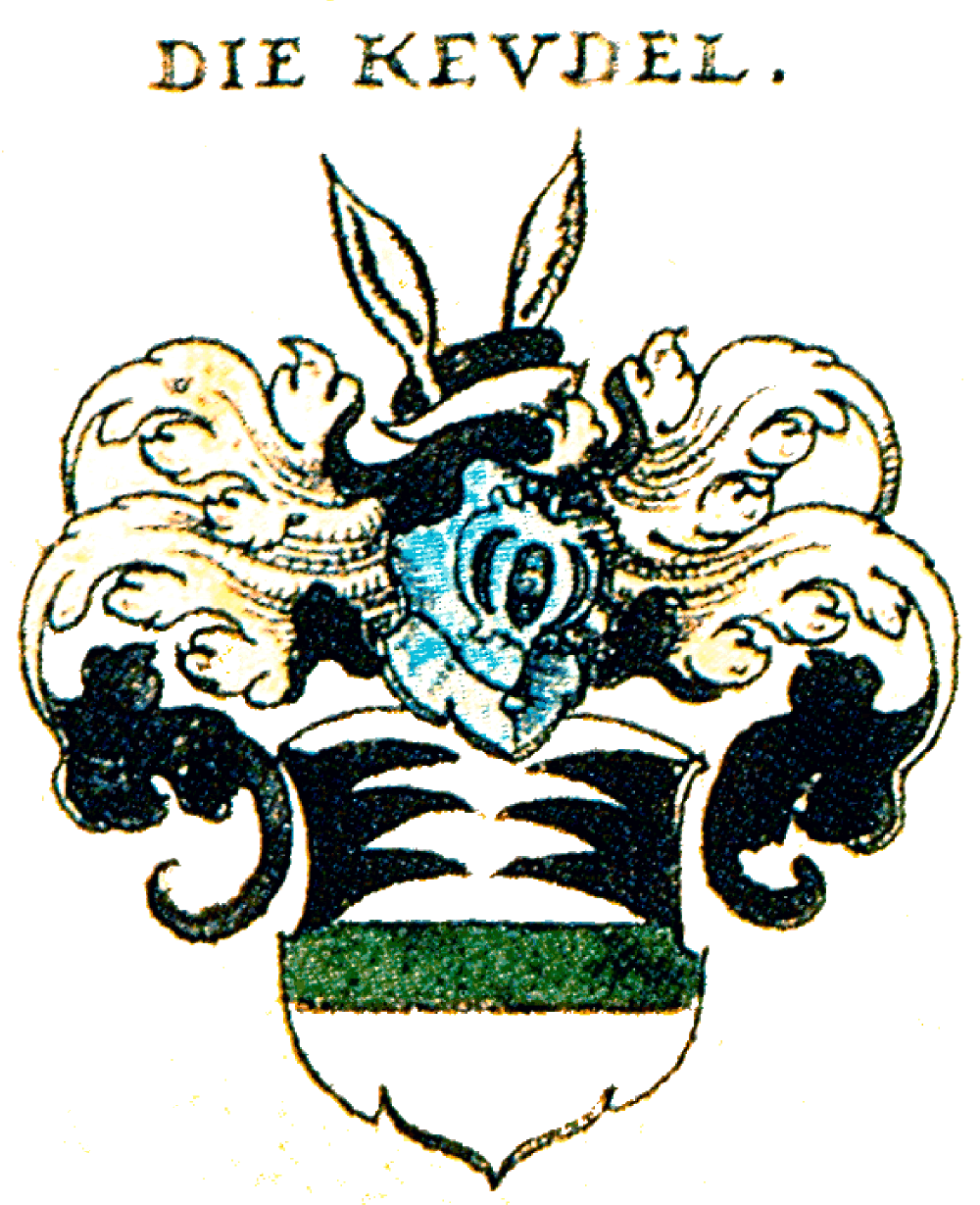
Wappen derer von Keudell aus Johann Siebmachers Wappenbuch von 1605

## Wappen
Das Wappen zeigt in Silber über einem niedrigen grünen Balken sechs (je drei) aus den Schildrändern hervorgehende schwarze Schweinshauer. Auf dem Helm mit schwarz-silbernen Decken ein hermelingestulpter, schwarzer Hut mit zwei auswärts-gekehrten silbernen Schweinsohren.

## Bekannte Familienmitglieder
- Alexander von Keudell (* 1861; † 1939), Rittergutsbesitzer, Landrat d. Kreises Eschwege u. Politiker
- Elise von Keudell (* 1867; † 1952), dt. Pädagogin
- Elsbeth von Keudell (* 1857; † 1953), dt. Krankenschwester, Oberin des Gräfin-Rittberg-Schwestern-Verein vom Roten Kreuz
- Gustav von Keudell (* 1866; † 1935), dt. Verwaltungsbeamter
- Marie von Keudell (* 1838; † 1918), dt. Landschaftsmalerin
- Otto von Keudell (* 1810; † 1853), preußischer Offizier, Mitglied der Frankfurter Nationalversammlung
- Otto von Keudell (* 1887; † 1972), dt. Verwaltungsjurist
- Robert von Keudell (* 1824; † 1903), dt. Politiker u. Botschafter
- Rudolf von Keudell (* 1858; † 1939), preuß. Generalmajor
- Walter von Keudell (* 1884; † 1973), dt. Forstmann, Jurist u. Politiker (DNVP, CNBLP, NSDAP, CDU), Reichsminister des Innern 1927/28
- Wilhelm von Keudell (* 1922; † 1974), deutscher Offizier u. Diplomat